# Phalsbourg
Phalsbourg (deutsch Pfalzburg, lothringisch Polsbuerj) ist eine französische Kleinstadt mit 4657 Einwohnern (Stand 1. Januar 2022) im Département Moselle in der Region Grand Est (bis 2015 Lothringen). Sie wurde 1568 von Georg Johann I. von Pfalz-Veldenz als Zufluchtsort für in Frankreich verfolgte Hugenotten gegründet. Die Straßenverbindung Paris–Straßburg führte früher durch Pfalzburg. Die Stadt hat daher nur zwei Tore: das Französische Tor im Westen und das Deutsche Tor im Südosten.

## Geographie
Die Kleinstadt liegt etwa 50 Kilometer nordwestlich von Straßburg und 65 Kilometer südöstlich von Saarbrücken am Fuß der Vogesen, die hier an der schmalsten Stelle von der Zaberner Steige überwunden werden. Nördlich von Phalsbourg verläuft die Autoroute A4 Paris–Straßburg (Autoroute de l’Est), die hier einen Anschluss hat.
Zu Phalsbourg gehören die Ortsteile
- Buechelberg (dt. Büchelberg) im Norden
- La Roulette (dt. Rollweiler) im Osten
- Bois-de-Chênes (dt. Eichwälder) und Trois-Maisons (dt. Dreihäuser) im Süden
- Les Maisons Rouges (dt. Rothhäuser) im Westen

## Geschichte

Pfalzburg (um 1692)

Georg Johann I. von Pfalz-Veldenz rief 1568 zur Gründung der Stadt Pfalzburg auf und erhielt für seinen Ort am 27. September 1570 von Kaiser Maximilian II. Stadtrechte. Die ersten Ansiedler waren Protestanten aus Lothringen. Neben dem Flecken bestand noch bis 1680 die Vorgängersiedlung Einarzhausen. Georg Johann verpfändete 1583 die neue Stadt mit dem Amt Einarzhausen an Herzog Karl III. von Lothringen. Der hoch verschuldete Georg Johann konnte die verpfändete Stadt nicht mehr auslösen; so fiel sie nach Ablauf der Rückerwerbsfrist zum 1. Oktober 1590 an das katholische Herzogtum Lothringen und fand sich als einzige protestantische Enklave im sehr religiösen Herzogtum Lothringen wieder. Die reformierten Pfalzburger waren misstrauisch gegenüber ihrem neuen Herrn, trotz dessen Versprechen, sie „in der Religion zu halten, zu der sie sich bisher bekannten“. Wenn Karl III. seine Versprechen hielt, so änderten sich die Zeiten jedoch ab 1608 bei seinem Nachfolger
Heinrich II., der es nicht duldete, dass Untertanen seines Herzogtums in der reformierten Religion verblieben. Für die Einwohner von Pfalzburg stellte sich daher die Frage: Exodus oder Bekehrung. Viele wählten den Exodus und wanderten nach Bischwiller aus, dem Asylland, das dem protestantischen Herzog von Pfalz-Zweibrücken-Birkenfeld gehörte.
Heinrich II. förderte seinen Günstling Louis de Guise, unehelicher Sohn des Kardinals Louis II. de Lorraine-Guise, erster Ehemann von Henriette von Lothringen. Auf dessen Betreiben hin wurde sein Günstling 1629 zum „Prince de Lixheim et de Phalsbourg“ ernannt. Der Ort war daher von 1629 bis 1660 Mittelpunkt des „Fürstentums Pfalzburg“. Durch den Frieden von Vincennes kam er dann 1661 an Frankreich und wurde ab 1679 durch den französischen Baumeister Vauban militärisch befestigt.

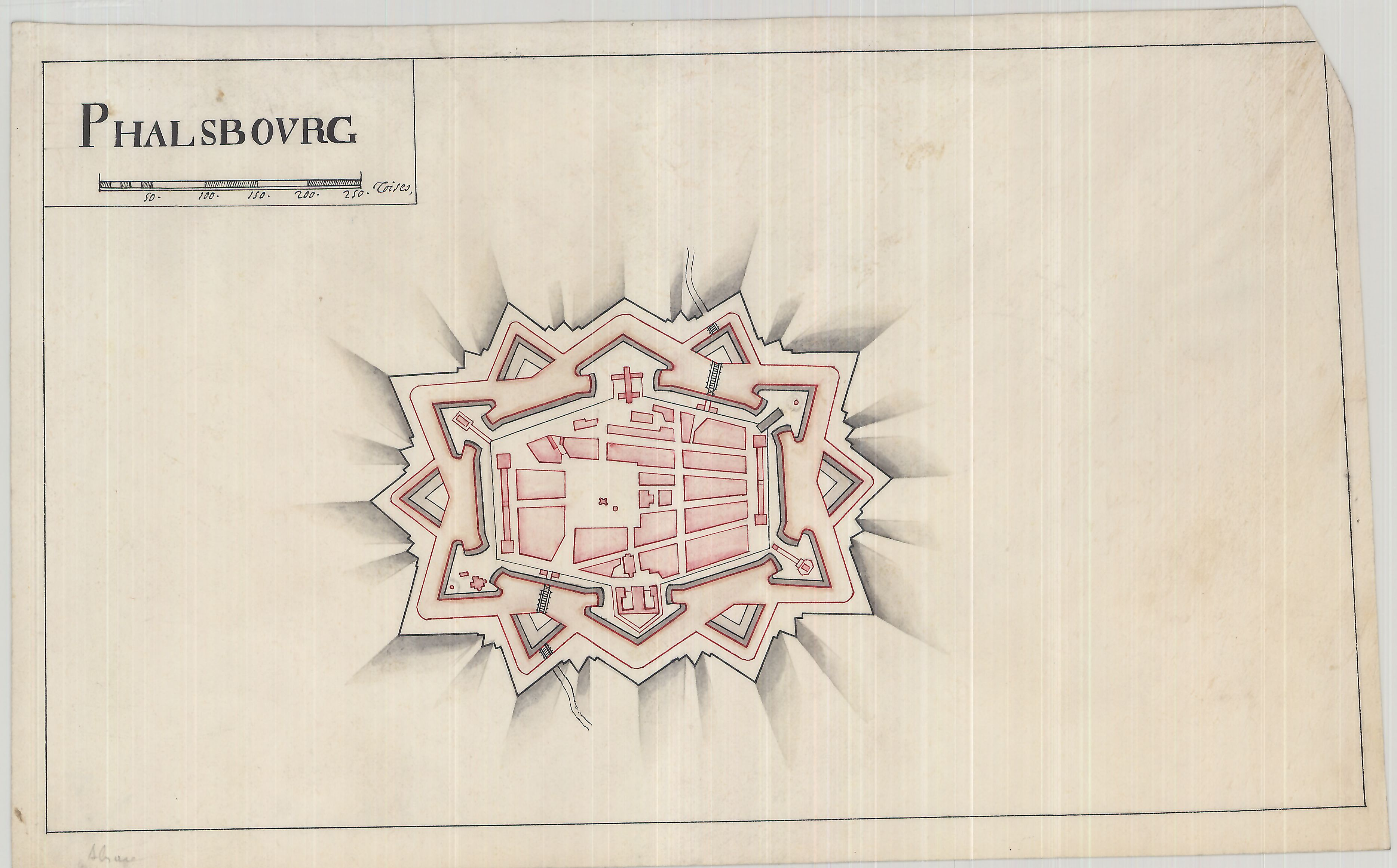
Phalsbourg 1850 (Federzeichnung, aquarelliert auf Pergament)

Im Deutsch-Französischen Krieg hielten die Vaubanschen Befestigungen der preußischen Belagerung vier Monate stand, bevor die Stadt im Dezember 1870 erobert wurde. Nach dieser Eroberung sind die Pfalzburger Straße (Bremen) und die Pfalzburger Straße (Berlin) benannt.
Durch den Frankfurter Frieden vom 10. Mai 1871 wurde die Region an das neu gebildete deutsche Reichsland Elsaß-Lothringen abgetreten, und die Stadt wurde dem Kreis Saarburg im Bezirk Lothringen zugeordnet. Die Befestigungsanlagen wurden im Sommer 1872 geschleift. In der Folgezeit war der Ort Garnison für mehrere militärische Verbände; darunter auch das 4. Lothringische Infanterie-Regiment Nr. 136.
Nach dem Ersten Weltkrieg kam die Stadt wie die gesamte Region aufgrund der Bestimmungen des Versailler Vertrags 1919 an Frankreich zurück. Der Bezirk Lothringen blieb in seinen geographischen Ausmaßen erhalten, wurde jedoch in Département Moselle umbenannt.
Im Zweiten Weltkrieg war die Region von der deutschen Wehrmacht besetzt. Die Stadt wurde dem deutschen Gau Westmark angegliedert. Am 23. November 1944 wurde die Stadt von der 7. US-Armee eingenommen.
1953 bauten die amerikanischen Streitkräfte eine Militärbasis in der Nähe der Stadt auf, die Base aérienne de Phalsbourg-Bourscheid, die 1966 nach dem Abzug der Amerikaner an die französischen Streitkräfte überging und heute unter dem Namen Camp La Horie als Basis für eine Kampfhubschraubereinheit des französischen Heers dient.

### Die jüdische Gemeinde
Zwischen 1680 und 1691 erlaubte der Minister Louvois von Ludwig XIV. zwei jüdischen Familien in Phalsbourg zu wohnen. Die Zahl stieg auf 12 Familien im Jahr 1770. Die Juden wurden mehrmals von Ausweisungen bedroht oder ausgewiesen, konnten aber immer wieder nach kurzer Zeit zurückkehren. Die Juden erhielten 1772 ein „Patent“, eine königliche Verfügung, die sie schützte. 1772 wurde die Synagoge erbaut, 1857 wurde der Neubau eingeweiht. Das Gebäude hat die deutsche Besatzung im Zweiten Weltkrieg überlebt, die jüdische Gemeinde nicht. Von 1807 bis ca. 1920 war Phalsbourg Sitz eines Rabbinats, auch für die umliegenden Gemeinden Sarrebourg, Mittelbronn, Lixheim, Schalbach, Bourscheid und Metting. Zwei bedeutende Rabbiner waren Mayer Heymann (1827–1837) und Lazare Isidor (1837–1847), der später Großrabbiner von Frankreich wurde. Die Synagoge ist in schlechtem Zustand, ein Verein will sie in ein Kulturzentrum umwandeln. Die Beschneidungsbank wurde restauriert und steht seit 2007 im Museum von Phalsbourg.

#### Die Familie Lazard
Ende der 1770er Jahre wanderte Abraham Lazard aus Böhmen aus und ließ sich in Frauenberg in der Nähe von Phalsbourg in Lothringen nieder. Er floh vor Armut und Verfolgung. Er arbeitete als Hausierer, heiratete und hatte neun Kinder, darunter Élie, 1796 geboren, der 1820 Esther Aron aus Phalsbourg heiratete. Ihre Kinder waren: Lazare (1821), Alexandre (1823), Maurice (1825), Simon (1828) und Élie (1831), der nach dem Tod seines Vaters geboren wurde. Esther heiratet bald nach dem Tod ihres Mannes Moïse Cahn, insgesamt hatte sie elf Kinder. Die zwei Ältesten, Lazare und Alexander wurden, wie ihr Vater, Hausierer. 1840 wanderten sie nach New Orleans aus. Auch hier arbeiteten sie zunächst als Hausierer. Später eröffneten sie ein Geschäft, 1844 folgte ihr Bruder Simon. 1848 gründeten sie die Gesellschaft Lazard Frères. Zusammen mit Élie, einem weiteren Bruder, folgten sie dem Goldrausch nach Kalifornien und gründeten in San Francisco ein Geschäft für Textilien und Goldgräber-Bedarf. 1855 kam ihr Cousin Alexandre Weil aus Phalsbourg, um sie zu unterstützen. Da er in Phalsbourg ein Lycée besucht hatte, wurde er ihr Buchhalter. Aus diesen Anfängen entwickelte sich Lazard Inc., eine der größten Investmentbanken.

### Bevölkerungsentwicklung
| Jahr | Einwohner | Anmerkungen |
| ---- | --------- | --- |
| 1861 | 3685      | [ 7 ] |
| 1871 | 4245      | in 504 Gebäuden, darunter 317 Evangelische und 186 Juden nach anderen Angaben am 1. Dezember 4328 Einwohner in 494 Häusern |
| 1872 | 3564      | [ 9 ] |
| 1885 | 3635      | davon 2691 Katholiken, 795 Evangelische und 145 Juden                                                                      |
| 1890 | 4414      | [ 7 ] |
| 1905 | 3716      | mit der Garnison (ein Bataillon Füsiliere Nr. 99), davon 802 Evangelische und 90 Juden                                     |
| 1910 | 3798      | [ 7 ] [ 12 ] |

| Jahr      | 1962 | 1968 | 1975 | 1982 | 1990 | 1999 | 2007 | 2019 |
| --------- | ---- | ---- | ---- | ---- | ---- | ---- | ---- | ---- |
| Einwohner | 3343 | 3379 | 3905 | 3848 | 4189 | 4499 | 4661 | 4729 |

Die Einwohner nennen sich Phalsbourgeois.

## Sehenswürdigkeiten

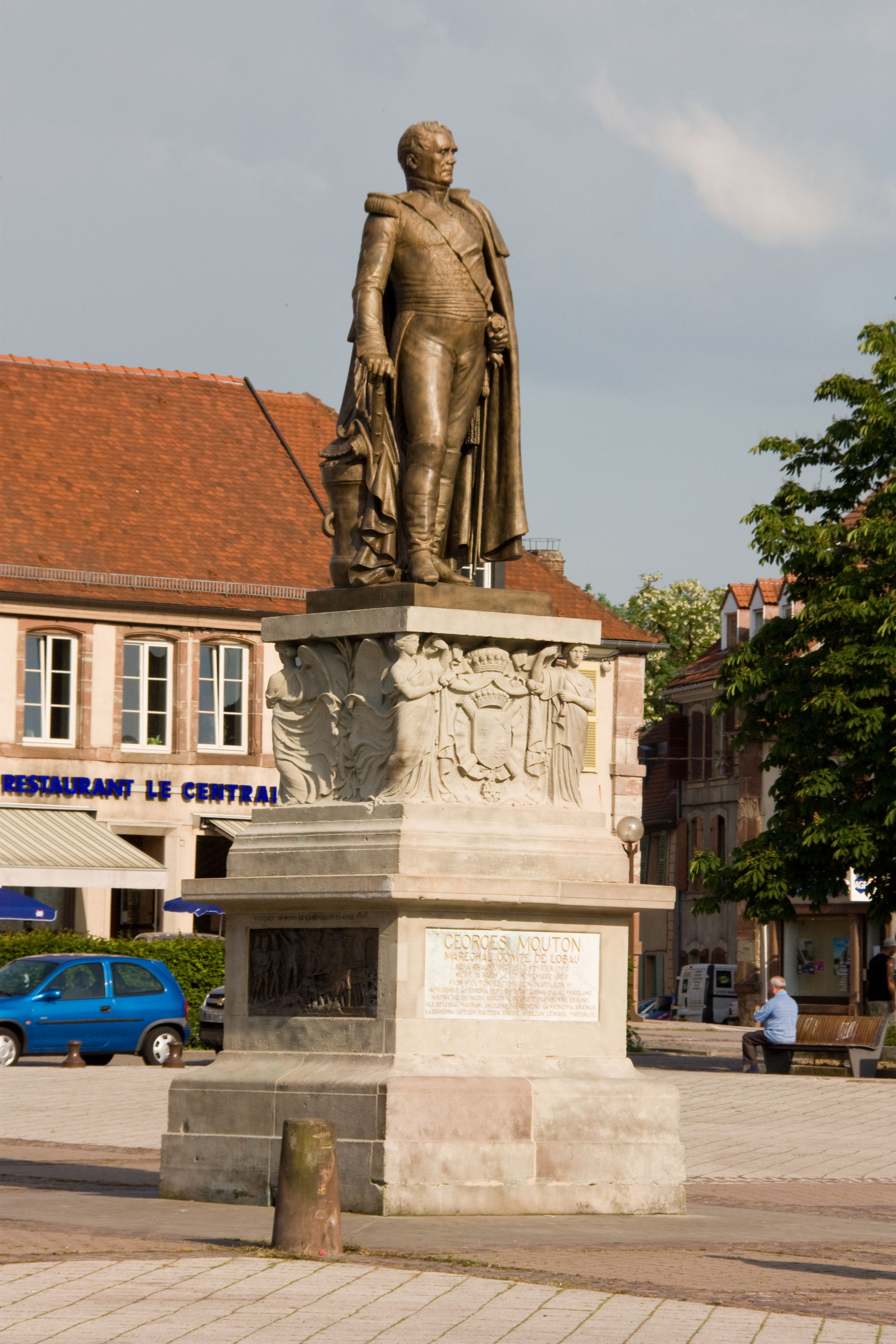
Denkmal des Marschalls Lobau
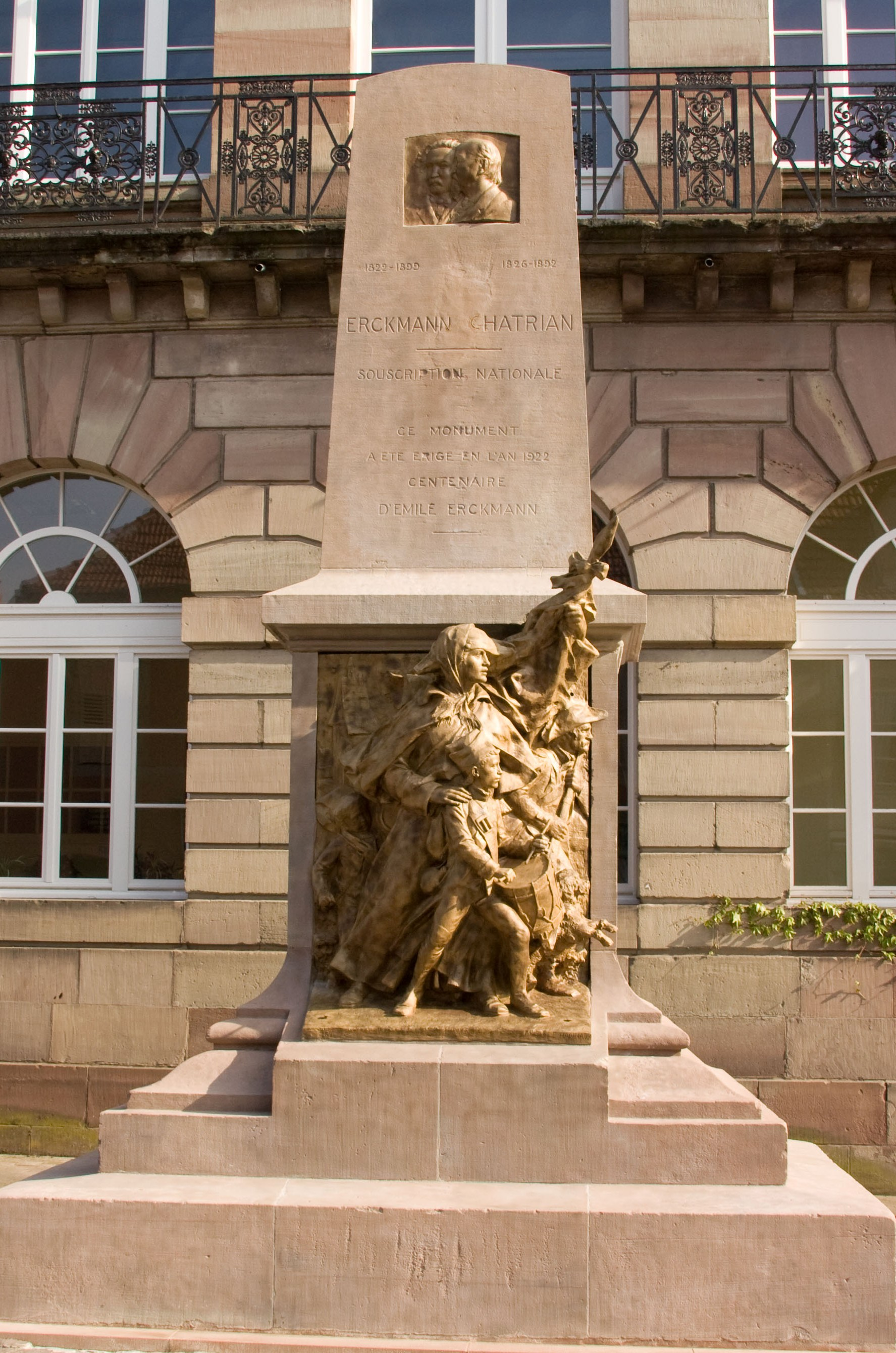
Denkmal für die Schriftsteller Erckmann-Chatrian
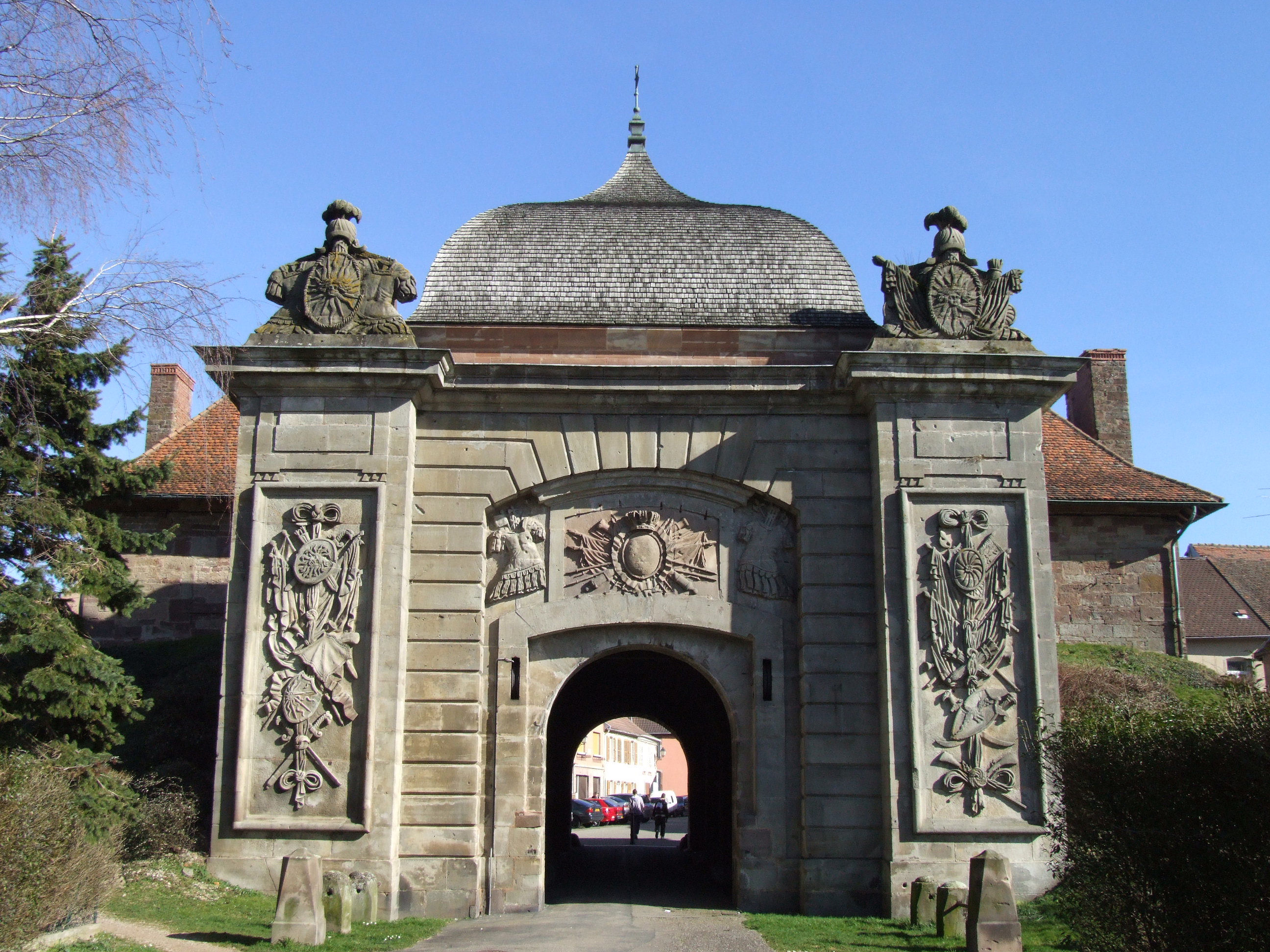
Stadttor (Porte de France)
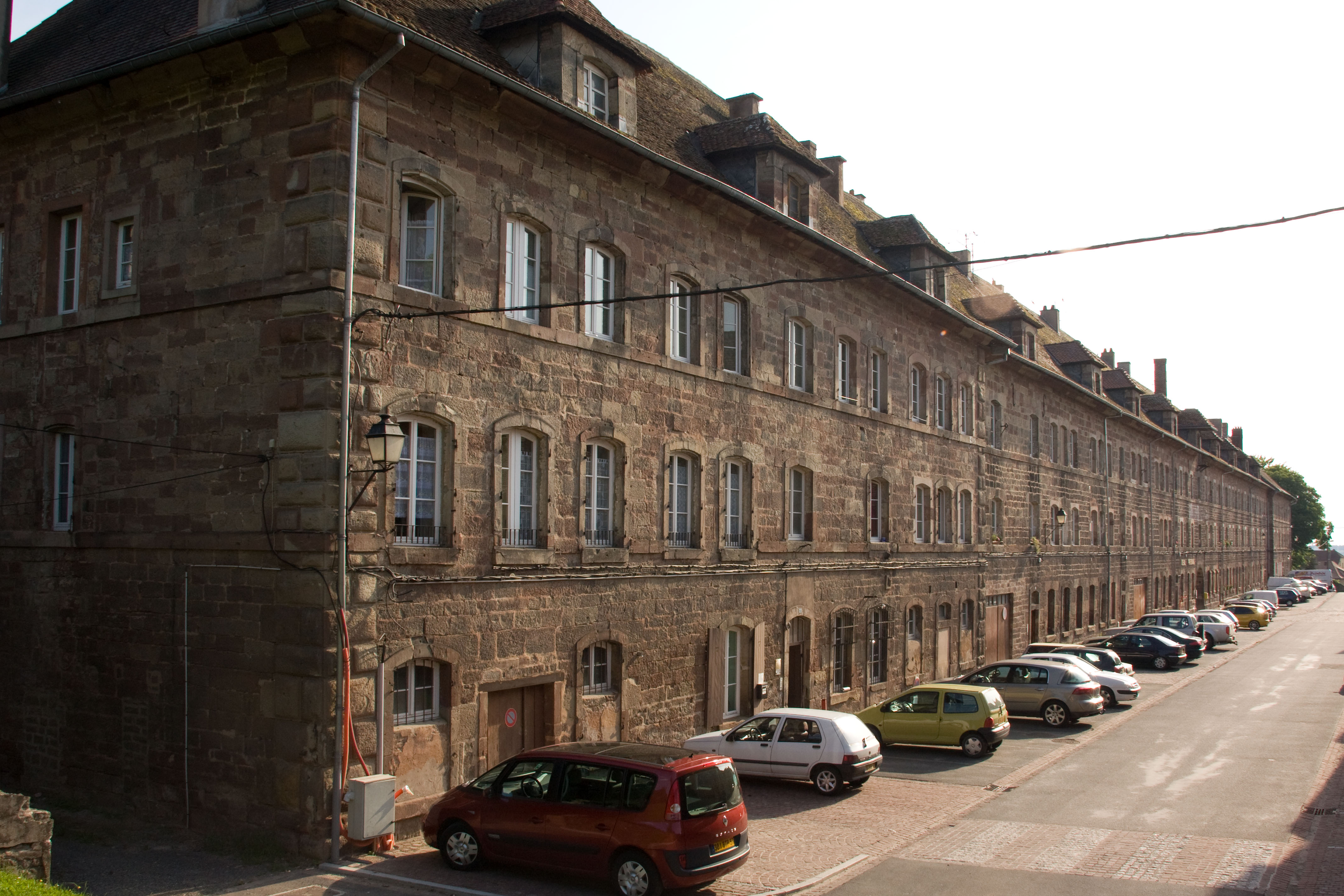
Kaserne „Lobau“
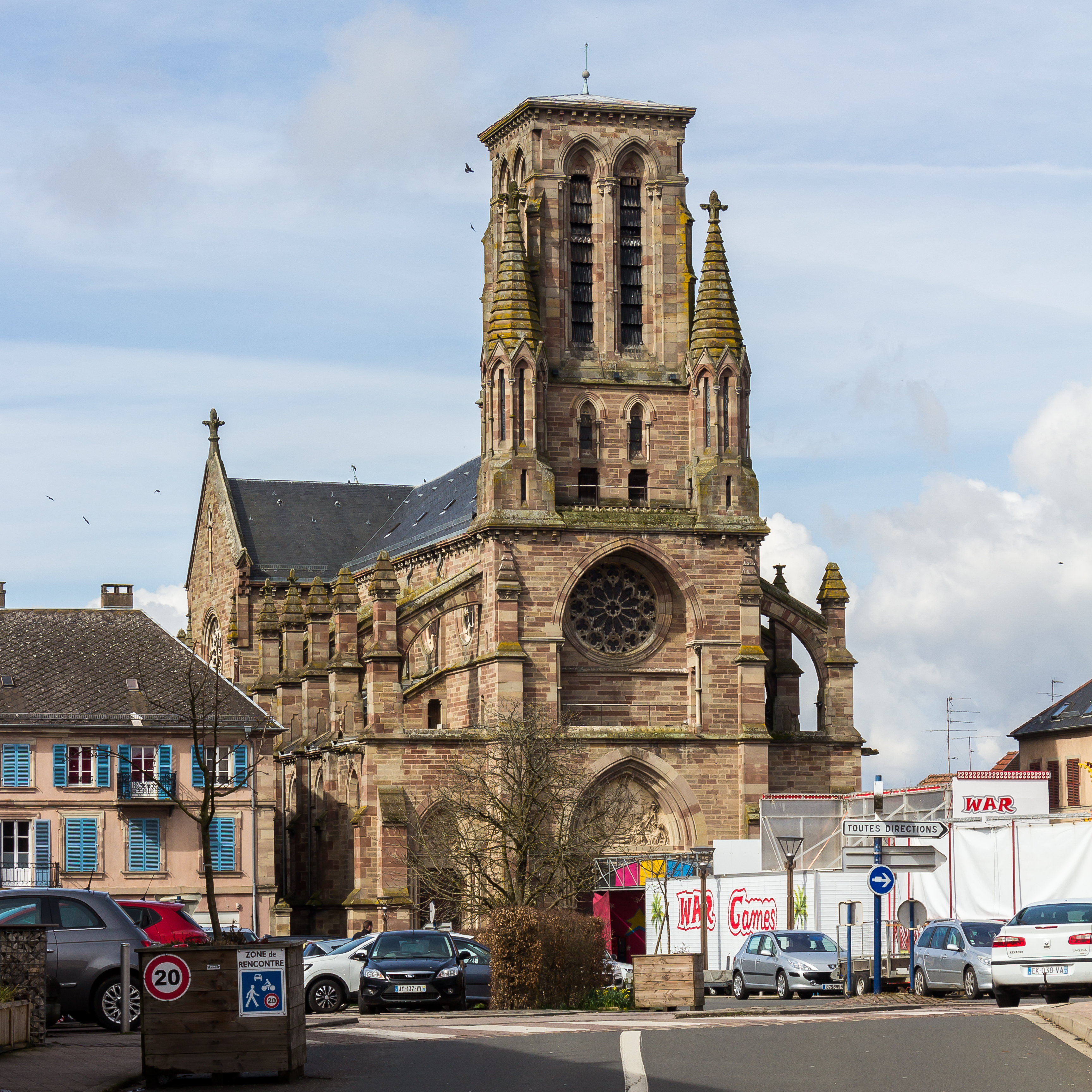
Kirche Mariä Himmelfahrt
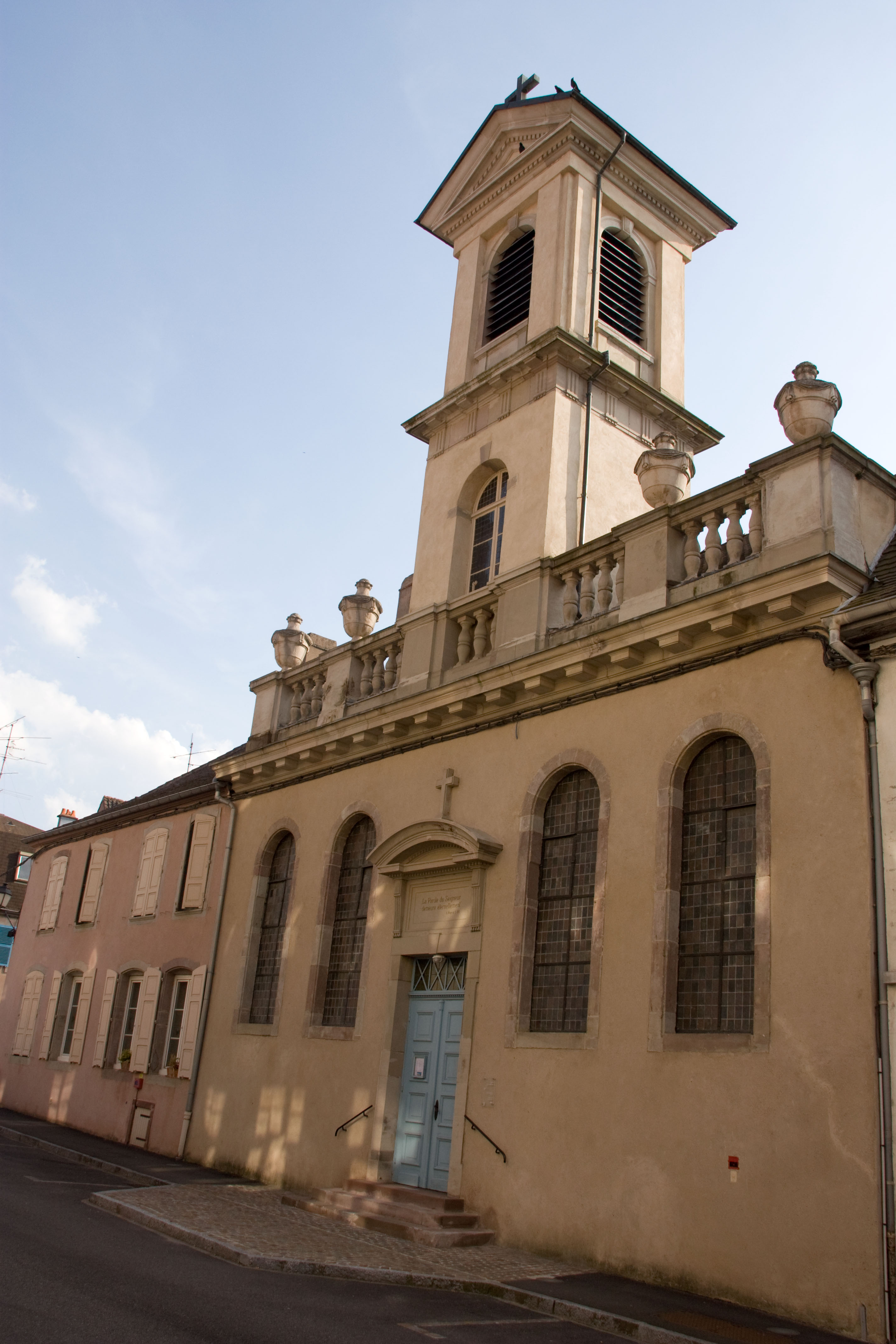
Protestantische Kirche
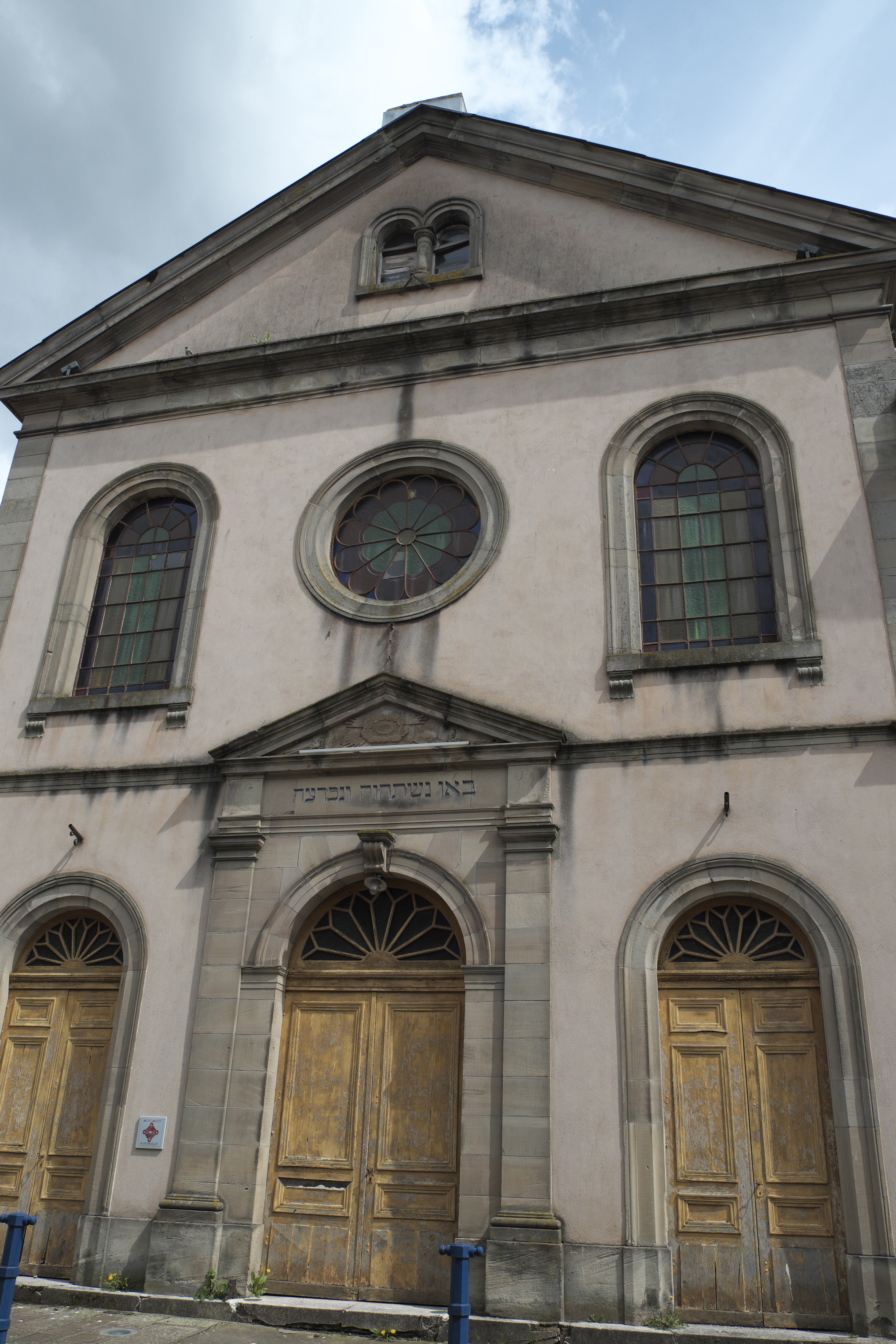
Synagoge
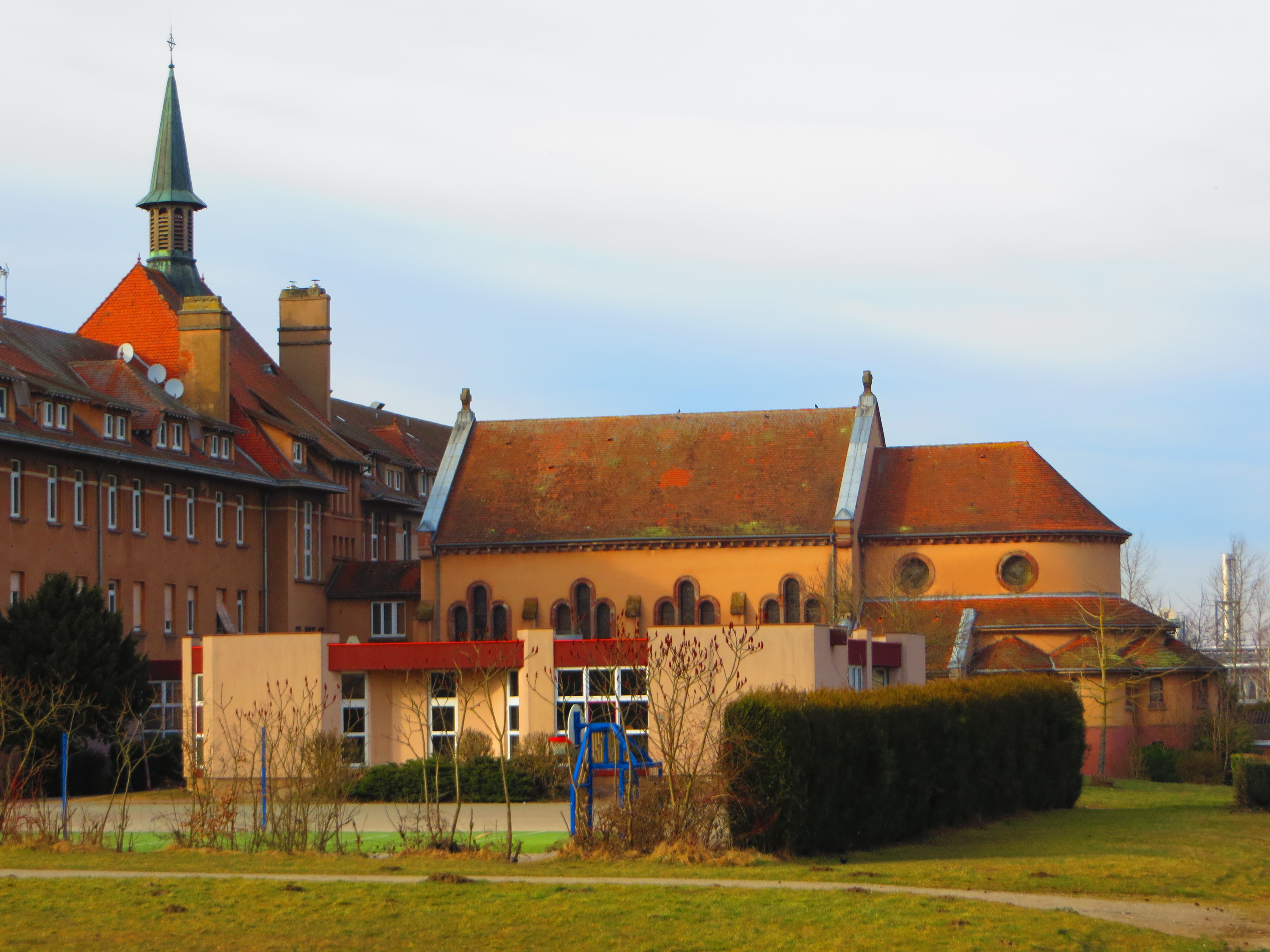
Kapelle Saint-Antoine

## Kultur
Phalsbourg ist der Ausgangsort der Geschichte des Romans „Le Tour de la France par deux Enfants“ (dt. Die Tour zweier Kinder durch Frankreich) von G. Bruno, eigentlich Augustine Fouillée. Dieses Buch wurde in der Dritte Französischen Republik sehr populär, es sollte die Erinnerung an die verlorenen Provinzen Elsass und Lothringen wachhalten.
Überregionale Aufmerksamkeit bei Gourmets konnte die Fête de Foie Gras (Fest der Gänsestopfleber) erreichen, ein „kulinarisches Schaufenster“ der ehemaligen Regionen Lothringen und Elsass. Sie findet jährlich am zweiten und dritten Wochenende in der Adventszeit statt. In der örtlichen Kulturhalle, zuvor in einem edel hergerichteten Großzelt auf dem Hauptplatz, präsentieren regionale Anbieter ihre Produkte (Fleisch- und Wurstwaren aller Art, Confiserie und Pâtisserie, Edelbrände, Meeresfrüchte, Weine, Champagner und Crémant usw.), die gekauft und vor Ort verkostet werden können. Ins Leben gerufen wurde das Fest im Jahr 1996 von Georges Victor Schmitt, dem Patron des Phalsbourger Sterne-Restaurants Au Soldat de l’An II (ein Michelin-Stern). Veranstalter ist das Verkehrsamt der Stadt Phalsbourg.
Seit dem Jahr 1984 findet in Phalsbourg das jährliche Festival de Théâtre statt. Auf dem Place d’Armes und in den umliegenden Straßen der Altstadt treten jeweils Ende Juli bis Anfang August Theatergruppen verschiedener Genres auf (Tanztheater, Straßentheater, Musiktheater usw.).
Ende August eines jeden Jahres veranstalten die Landwirte von Phalsbourg und den umliegenden Dörfern die Fête du Terroir. An einem Sonntag werden bäuerliche und handwerkliche Arbeiten gezeigt, dazu werden nostalgische und moderne landwirtschaftliche Geräte wie auch Nutztiere präsentiert. Den Höhepunkt des Festes bildet ein Umzug durch die Innenstadt mit festlich geschmückten Wagen und Tierdressuren.

## Gemeindepartnerschaft
- Berg in Oberbayern, Deutschland, seit 1991

## Sonstiges
Johann Wolfgang von Goethe besuchte die Stadt 1770 zusammen mit seinem Freund Weyland. In Dichtung und Wahrheit berichtet er über diesen Besuch.
Die Immobilien-Gesellschaft Compagnie de Phalsbourg hat ihren Sitz in Paris, der Grund für den Namen ist laut dem Gründer Philippe Journo seine Bewunderung für die Gebrüder Lazard.

## Persönlichkeiten
- Friedrich Ludwig Eberhard von Esebeck (1769–1852), französischer Oberstleutnant, 1818 bis 1821 Militärkommandant von Pfalzburg
- Henri Rottembourg (1769–1857), französischer Divisionsgeneral
- Georges Mouton de Lobau (1770–1838), französischer General, Pair und Marschall von Frankreich, in Phalsbourg geboren
- Jean-Jacques Uhrich (1802–1886), französischer General, in Phalsbourg geboren
- Michel Lévy (1821–1875), Gründer des Verlags Calmann-Lévy in Paris, in Phalsbourg geboren
- französische Schriftsteller Émile Erckmann (1822–1899) und Alexandre Chatrian (1826–1890) aus der Umgebung von Phalsbourg, wo sich heute zu ihren Ehren ein Museum befindet
- Alexandre Lazard (1823–1904), Gründer der Bank Lazard[17]
- Alexandre Weill (1834–1906), Bankier und Philanthrop[18]
- Christoph Theodor Aeby (1835–1885), Schweizer Anthropologe
- Joseph Alfred Micheler (1861–1931), französischer Général de division
- Bruno Fischer-Uwe (1915–1992), deutscher Maler und Hochschullehrer
- Irmgard Mierbach (* 1942), deutsche Politikerin (SPD)
- Marc Stenger (* 1946), römisch-katholischer Bischof von Troyes
- Élisabeth Parmentier (* 1961), lutherische Theologin
- Patrick Hetzel (* 1964), Politiker und Hochschullehrer
- Romuald Peiser (* 1979), ehemaliger französischer Fußballspieler
- Yann Schneider (* 1986), französischer Fußballspieler
- Fatih Öztürk (* 1986), türkischer Fußballspieler